# Malo dobrih ljudi
Malo dobrih ljudi (eng. A Few Good Men) je američka sudska drama snimljena 1992. godine. Redatelj filma je Rob Reiner, a u glavnim ulogama se pojavljuju Tom Cruise, Jack Nicholson i Demi Moore. Film je adaptacija istoimenog kazališnog komada autora Aarona Sorkina koji je sam napisao i scenarij. Radnja filma fokusirana je na sudski proces dvojice američkih Marinaca koji su optuženi za ubojstvo kolege kao i na njihovog odvjetnika koji marljivo radi na slučaju kako bi ih oslobodio optužbi.

## Produkcija
Sorkin je inspiraciju za kazališni komad Malo dobrih ljudi dobio nakon telefonskog razgovora sa sestrom Deborah koja je upravo diplomirala na Bostonskom sveučilištu i potpisala trogodišnji ugovor kod suca ratne mornarice. Odlazila je u Guantanamo Bay kako bi branila skupinu Marinaca koji su skoro ubili svog suborca prema zapovijedi svog nadređenog časnika. Taj dio priče Sorkin je iskoristio za svoju priču čiji je veliki dio napisao na ubruse dok je konobario na Broadwayu.
1988. godine Sorkin je prodao filmska prava na svoju dramu producentu Davidu Brownu prije nego što je kazališna predstava uopće imala premijeru. Brown je pročitao članak u New York Timesu o Sorkinovoj predstavi u jednom činu "Hidden in This Picture" i otkrio da Sorkin ima još jednu dramu imena Malo dobrih ljudi. Brown je producirao Malo dobrih ljudi na Broadwayu u Music Box Theatre. 
Nakon što je producirao par filmova za TriStar Pictures, Brown je pokušao zainteresirati kompaniju za filmsku adaptaciju Malo dobrih ljudi, ali njegov prijedlog je odbijen zbog nedostatka glavnih glumačkih zvijezda. Browna je kasnije nazvao Alan Horn iz Castle Rock Entertainment koji je želio snimiti film. Rob Reiner, partner producent u Castle Rocku, odlučio ga je režirati. Produkcijski proračun filma iznosio je 33 milijuna dolara.
Potvrđeno je da je nekoliko bivših mornaričkih odvjetnika poslužilo kao baza za lika poručnika Daniela Kaffeeja kojeg u filmu glumi Tom Cruise. To su Don Marcari (odvjetnik u državi Virginia), bivši državni odvjetnici David Iglesias, Chris Johnson i Walter Bansley III.
Wolfgang Bodison bio je zadužen za traženje lokacija za snimanje prije nego što je pozvan na audiciju za ulogu Dawsona.

## Nagrade

### Oscar
Film Malo dobrih ljudi nominiran je za četiri nagrade Oscar:
- Najbolji film
- Najbolji sporedni glumac - Jack Nicholson
- Najbolja montaža
- Najbolji zvuk

### Zlatni globus
Film Malo dobrih ljudi nominiran je za pet nagrada Zlatni globus:
- Najbolji film (drama)
- Najbolji glumac - Tom Cruise
- Najbolji sporedni glumac - Jack Nicholson
- Najbolji redatelj - Rob Reiner
- Najbolji scenarij - Aaron Sorkin

### Ostala priznanja
2005. godine, Nicholsonova poznata rečenica "Ne možete podnijeti istinu!" (engl. You can't handle the truth!) izglasana je na 29. mjesto najboljih filmskih rečenica u povijesti. 2008. godine film je postavljen na 5. mjesto najboljih filmskih sudskih drama.

## Kritike
Film se u američkim kinima počeo prikazivati 11. prosinca 1992. godine u 1925 kino dvorana. U prvom vikendu prikazivanja zaradio je 15,517,468 milijuna dolara i ostao na prvom mjestu gledanosti tri tjedna zaredom. U konačnici film je zaradio 141,340,178 milijuna dolara u SAD-u te dodatnih 95,159,822 milijuna dolara u ostatku svijeta. Sveukupan box-office filma danas iznosi 236,500,000 milijuna dolara.
Malo dobrih ljudi hvalila je i publika i kritika. Peter Travers iz magazina Rolling Stone napisao je: "Gluma je savršena. Rob Reiner režira s velikom dozom samopouzdanja i napetosti, a likovi naprosto pršte od energije."
Richard Schickel iz Time Magazina film je proglasio "nevjerojatno dobrim".  Ipak, Emmanuel Levy smatra da "iako se radi o zabavnoj sudskoj drami, narativno film ima mana. Tematski gledano priča je lažna - puno strke nizašto, ali svejedno ju je ugodno za gledati."